# الاعتراف الدولي بالمجلس الوطني السوري
المجلس الوطني السوري يعترف به 7 أعضاء في الأمم المتحدة، جمهورية كوسوفو والاتحاد الأوروبي كممثل شرعي للشعب السوري في خضم الحرب لأهلية السورية، مع كون ثلاثة منهم أعضاء دائمين في مجلس الأمن. ويعترف بلد واحد، ليبيا، بالمجلس الوطني السوري بوصفه الحكومة الشرعية لسوريا.
في نوفمبر 2012، وافق المجلس على التوحد مع عدة مجموعات معارضة أخرى مثل هيئة التنسيق الوطنية لقوى التغيير الديمقراطي وإعلان دمشق لتشكيل الائتلاف الوطني السوري. وكان لدى المجلس 22 مقعداً من المقاعد الـ60 للائتلاف الوطني السوري. وفي يناير 2014 انسحب المجلس من الائتلاف الوطني السوري احتجاجاً على قرار الائتلاف بحضور محادثات جنيف.

## الموقف والاعتراف الدولي
طلب المجلس الوطني السوري بالاعتراف به ضمن المجتمع الدولي، ولكنه ينفي كذلك أنه يسعى إلى القيام بدور حكومة في المنفى.
واعتباراً من 27 فبراير 2012، يحظى المجلس الوطني السوري حالياً باعتراف أو دعم بصفة ما من 17 دولة عضو في الأمم المتحدة، مع كون ثلاثة منهم أعضاء دائمين في مجلس الأمن، فرنسا، الولايات المتحدة، المملكة المتحدة، إسبانيا، بلغاريا، تونس، مصر، وكذلك المجلس الوطني الانتقالي في ليبيا، الذي أعلن أنه قد أجرى محادثات مع المجلس الوطني السوري وينظر في تقديم الأسلحة والمقاتلين، والتدريب عن طريق جيش التحرير الوطني إلى الجيش السوري الحر. وقد تلقى الدعم من رئيس الوزراء التركي رجب طيب أردوغان. وقد اجتمع وزراء خارجية سبع دول أعضاء في الأمم المتحدة، لا سيما روسيا وجمهورية الصين الشعبية مع ممثلي المجلس، ولكن لم يعترفوا به أو يؤيدوه رسمياً بأي صفة، كما أنهم، باستثناء أستراليا والنمسا، لم ترفض حكومة الأسد صراحة.

خريطة للدول التي اعترفت/لم تعترف بالمجلس الوطني السوري
سوريا
الدول التي اعترفت دبلوماسياً بالمجلس الوطني السوري بصفته الحكومة الشرعية الوحيدة لسوريا
الدول التي تدعم/تعترف رسمياً بالمجلس الوطني السوري كشريك في الحوار أو كجماعة معارضة
الدول التي تدعم المجلس الوطني السوري بشكل غير رسمي كشريك في الحوار
الدول التي تقيم علاقات غير رسمية مع المجلس الوطني السوري
الدول التي عبرت عن عدم تأييدها للمجلس الوطني السوري

### دول أعضاء في الأمم المتحدة
| المرتبة | الكيان           | تاريخ/حالة الاعتراف                                                          | الملاحظات |
| ------- | ---------------- | ---------------------------------------------------------------------------- | --- |
| 1       | ليبيا            | اعترفت في 19 أكتوبر 2011 (كسلطة شرعية)                                       | قرر المجلس الوطني الانتقالي بعد اجتماع اليوم الاعتراف بالمجلس الوطني السوري بوصفه الحكومة الشرعية الوحيدة في سوريا،" حسبما قال عضو المجلس الوطني الانتقالي موسى الكوني في 10 أكتوبر. كما أعلن الكوني إغلاق السفارة السورية في طرابلس. في 19 أكتوبر، أعلن المجلس الوطني الانتقالي رسمياً اعترافه بالمجلس الوطني السوري بوصفه "السلطة الشرعية" لسوريا. ووعد المجلس الوطني الانتقالي ممثلي المجلس الوطني السوري بتسليمهم السفارة السورية في طرابلس. كما أعلن المجلس الوطني الانتقالي الليبي أنه قد أجرى محادثات مع المجلس الوطني السوري وينظر في توريد الأسلحة والمقاتلين المتطوعين من جيش التحرير الوطني إلى الجيش السوري الحر. |
| 2       | فرنسا            | اعترفت في 21 نوفمبر 2011 (كمحاور شرعي)، وفي 13 نوفمبر 2012 (كممثل شرعي وحيد) | قال وزير الخارجية الفرنسي الآن جوبيه في 21 نوفمبر 2011 "المجلس الوطني السوري هو المحاور الشرعي الذي سنواصل العمل معه". |
| 3       | إسبانيا          | اعترفت في 23 نوفمبر 2011 (كممثل للشعب السوري)                                | أكدت وزيرة الخارجية الإسبانية ترينيداد خيمينيز أن الحكومة الإسبانية سوف تنظر إلى المجلس الوطني السوري لمناقشة القضايا المتعلقة بسوريا، وأنه تم إغلاق قنوات الحوار مع الحكومة السورية. وقالت خيمينيز "إسبانيا تدعم المجلس الوطني كمحاور رئيسي للشعب السوري، الذي يتوق إلى الحرية والديمقراطية". |
| 4       | الولايات المتحدة | اعترفت في 5 ديسمبر 2011 (كممثل شرعي)                                         | اعتبرت وزيرة الخارجية الأمريكية، هيلاري كلينتون، المجلس الوطني "ممثلاً رائداً وشرعياً للسوريين يسعى إلى انتقال سلمي ديمقراطي"، وأن الولايات المتحدة "ملتزمة بالمساعدة... في تحقيق هذا الانتقال." |
| 5       | المملكة المتحدة  | اعترفت في 24 فبراير 2012 (كممثل شرعي)                                        | التقى وزير الدولة لشؤون الشرق الأوسط أليستير بيرت أعضاء المجلس الوطني السوري في باريس في 12 أكتوبر 2011. وقال بيرت، "إنشاء المجلس الوطني السوري يمثل خطوة إيجابية في الجمع بين مجموعة واسعة من ممثلي المعارضة السورية". وفي الشهر التالي اجتمع وزير الخارجية ويليام هيغ مع ممثلين عن المجلس الوطني السوري وهيئة التنسيق الوطنية في 21 نوفمبر. متحدثاً عن الاجتماع، أشار هيغ، "سوف نواصل اتصالاتنا مع المعارضة السورية. لقد قمت بتعيين مسؤول كبير للإشراف على اتصالنا وتنسيقنا معها... الرسالة للنظام هي أن بقية العالم يتحدث إلى المعارضة السورية، ونحن نتطلع إلى مستقبل مختلف لسوريا، للشعب السوري أن يقرروا بأنفسهم ما، وما نريده هو ما الكثير من الناس في سوريا تريد، مستقبل حر وديمقراطي لشعب سوريا. وأعتقد أن نظام الأسد سوف يجد أن المزيد والمزيد من الحكومات حول العالم على استعداد للعمل مع المعارضة لتصعيد مستوى اتصالاتهم كما فعلنا اليوم كجزء من زيادة الضغط على هذا النظام وسلوكه غير مقبول تماماً". وقال ويليام هيغ بعد اجتماع مع أصدقاء سوريا في تونس، أن المملكة المتحدة ستعترف بالمجلس الوطني السوري كممثل شرعي للشعب السوري.               |
| 6       | مصر              | اعترفت في 24 فبراير 2012 (كجماعة معارضة)                                     | في 24 فبراير 2012، في أعقاب الاجتماع الافتتاحي لمجموعة أصدقاء سوريا في تونس، كشف وزير الخارجية محمد كامل عمرو أن القاهرة تعترف بجميع فصائل المعارضة السورية. |
| 7       | ألبانيا          | اعترفت في 1 أبريل 2012 (كممثل للشعب السوري)                                  | وخلال اجتماع أصدقاء سوريا في 1 أبريل 2012 في إسطنبول أكد وزير الشؤون الخارجية لجمهورية ألبانيا، إدموند هاجيناستو دعم الحكومة الألبانية للمعارضة الديمقراطية السورية ممثلة بالمجلس الوطني السوري، فضلاً عن حربها للحرية والكرامة والتقدم. |
| 8       | الدنمارك         | اعترفت في 9 ديسمبر 2012 (كممثل شرعي)                                         | |
| 9       | تركيا            | رفض حكومة الأسد علاقات رسمية اعتباراً من 14 ديسمبر 2011 دعم لفظي              | في 15 نوفمبر 2011، أعرب رجب طيب أردوغان، رئيس وزراء تركيا، عن تأييده للمجلس الوطني السوري، قائلاً أن "تركيا فقدت الثقة في قيادة بشار الأسد" وأن "الرئيس السوري سيدفع الثمن عاجلاً أم أجلاً". في 14 ديسمبر 2011، افتتح المجلس الوطني السوري أول مكتب له في اسطنبول. يحاول رجب طيب أردوغان "إنشاء علاقة إيجابية مع أيا كانت الحكومة التي سوف تحل محل الأسد". |
| 10      | تونس             | رفض حكومة الأسد دعم لفظي                                                     | قال راشد الغنوشي، زعيم حركة النهضة، أكبر حزب في تونس في 2 نوفمبر أن المجلس الوطني السوري هو الممثل الشرعي لسوريا، وفي الوقت نفسه، أغلق السفارة السورية في تونس وطرد السفير السوري. في 16 ديسمبر، عقد المجلس الوطني السوري مؤتمر لمدة ثلاثة أيام (مؤتمره الدولي الأول) في تونس حيث شارك رئيس تونس المنتخب حديثاً، المنصف المرزوقي، في المحادثات وعقد مؤتمر صحفي مع رئيس المجلس الوطني السوري برهان غليون. في 19 ديسمبر أعلن برهان غليون أن الحكومة التونسية الجديدة ستعترف رسمياً بالمجلس. |
| 11      | إيطاليا          | علاقات غير رسمية دعم لفظي رفض حكومة الأسد                                    | في 25 نوفمبر أكد مجدداً وزير الخارجية الإيطالي، جوليو تيرزي دي سانت أغاتا دعم إيطاليا "للمعارضة المنظمة" في شكل المجلس الوطني السوري. في 11 ديسمبر، ترزي اجتمع برئيس المجلس الوطني السوري برهان غليون وقال أن إيطاليا ستكثف اتصالاتها مع المجلس الوطني السوري الذي جمع "شريحة مهمة" من المعارضة السورية. |
| 12      | بلغاريا          | دعم لفظي رفض حكومة الأسد علاقات غير رسمية                                    | أعلن وزير الخارجية البلغاري نيكولاي ملادينوف أن المجلس الوطني السوري "شريك هام في الحوار حول مستقبل سوريا". |
| 13      | كندا             | رفض حكومة الأسد علاقات غير رسمية                                             | قال وزير الخارجية جون بيرد، في خطاب له في 16 ديسمبر في مجلس العموم، ""الأسد سيسقط. وسوف تسقط الحكومة. إنها مسألة وقت فقط". في وقت لاحق من ذلك اليوم، التقى بيرد مع وفد المجلس الوطني السوري برئاسة رئيس المجلس برهان غليون. وأعرب المجلس عن امتنانه لمساعدة كندا المجلس الوطني السوري، بما في ذلك حشد التأييد الدولي لقرارات جديدة في مجلس الأمن الدولي، ورفضها لحكومة الأسد. أجريت مناقشات حول مشاركة كندا في تقديم المساعدة الإنسانية خلال الفترة الانتقالية وفي إعادة بناء سوريا ما بعد الأسد. |
| 14      | هولندا           | دعم لفظي رفض حكومة الأسد علاقات غير رسمية                                    | يتم دعم المجلس الوطني السوري علناً، ولفظياً من قبل هولندا. في مارس 2012، عقد وزير الخارجية الهولندي، روزنتال، اجتماعا في هولندا مع ممثلين من المجلس الوطني السوري، وشدد على أنه ينبغي أن يتنحى الرئيس الأسد، وأنه ينبغي أن تتوحد المعارضة السورية. |
| 15      | ألمانيا          | دعم لفظي رفض حكومة الأسد علاقات غير رسمية                                    | في مقابلة أجراها في 6 أغسطس 2011، أشار وزير الخارجية غيدو فيسترفيله "لا أعتقد أنه لا يزال أمام الأسد مستقبل سياسي يحظى بتأييد الشعب السوري". ويقال أن وزارة الخارجية الألمانية في محادثات مع المعارضة السورية. في نوفمبر 2011، اجتمع وفد المجلس الوطني السوري مع فيسترفيله وآخرين من صناع القرار في السياسة الخارجية رفيعي المستوى لإطلاعهم على التطورات في سوريا. وقال فيسترفيله "لا يمكننا البقاء صامتين على انتهاكات حقوق الإنسان في سوريا". ثم أشاد بالجهود التي يبذلها المجلس الوطني وناقش التعاون مستقبلاً مع المجلس الوطني السوري فيما يتعلق بمرحلة الانتقال إلى الديمقراطية. |
| 16      | بلجيكا           | دعم لفظي علاقات غير رسمية                                                    | التقت مجموعة من المسؤولين في وزارة الخارجية البلجيكية، يرأسها وزير الخارجية ديدييه رايندرز مع وفد من المجلس الوطني السوري في 5 يناير 2012. أثناء الاجتماع، أبلغ رايندرز المندوبين أنه أحال طلبات المجلس الوطني السوري لإنشاء صندوق للمساعدة الأوروبية للشعب السوري إلى الاتحاد الأوروبي، وسيعمل من أجل "دعم أهداف المجلس الوطني السوري حتى تصبح واقعاً على الأرض". |
| 17      | السعودية         | علاقات غير رسمية دعم لفظي                                                    | التقى وفد من المجلس الوطني السوري في 22 يناير 2012، مع وزير الخارجية السعودي الأمير سعود الفيصل، الذي تعهد "بدعم السعودية والتزامها بالوقوف إلى جانب الشعب السوري والمساعدة في التخفيف من معاناتهم في هذه الأزمة". وأفاد عضو "المجلس التنفيذي للمجلس الوطني السوري أحمد رمضان في مقابلة مع صحيفة الرأي الكويتية في 27 يناير 2012، أن الأمير سعود الفيصل التقى وفد من المجلس الوطني السوري في القاهرة في الأسبوع الماضي. وأبلغهم سعود أن السعودية سوف تعترف بالمجلس الوطني السوري بصفته "الممثل الرسمي للشعب السوري"، في موعد لم يحدد بعد. ذكرت صحيفة ذي تايمز البريطانية، أن قطر والسعودية سيبدأن تمويل المجلس الوطني السوري وغيرها من الجماعات المسلحة التي تحارب حكومة الرئيس الأسد. الا ان السعودية اعادت الاعتراف والتطبيع مع الحكومة السورية في عام 2023 وذلك بعد تصريح وزير الخارجية السعودي الأمير فيصل بن فرحان آل سعود والذي أكد على أن أجماعاً بدأ يتشكل في العالم العربي بأنه لا جدوى من عزل سوريا وأن الحوار معها مطلوب حتى تتسنى على الأقل معالجة المشاكل الإنسانية بما في ذالك عودة اللاجئين. واعادت السعودية سفارة لها في سوريا في عام 2023 |
| 18      | قطر              | رفض حكومة الأسد                                                              | ذكرت صحيفة ذي تايمز البريطانية، أن قطر والسعودية سيبدأن تمويل المجلس الوطني السوري وغيرها من الجماعات المسلحة التي تحارب حكومة الرئيس الأسد. قام رئيس الوزراء ووزير الخارجية حمد بن جاسم بن جبر آل ثاني بزيارة الولايات المتحدة ليقدم رسمياً لسفراء مجلس الأمن التابع للأمم المتحدة خطة لتنحي الأسد وتخليه عن السلطة لنائبه بدلاً من تشكيل حكومة وحدة وطنية انتقالية. في كلمته في 10 مارس 2012 على هامش الاجتماع الوزاري العربي، نصح حمد المعارضة أن تتوحد بغية "الاندماج في صوت واحد يعبر عن تطلعات شعبها لكي يتمكنوا من مواجهة طغيان النظام". بالإضافة إلى ذلك، دعا إلى الاعتراف بالمجلس الوطني السوري بصفته الممثل الشرعي للشعب السوري في ملاحظاته الافتتاحية. |
| 19      | أستراليا         | علاقات غير رسمية رفض حكومة الأسد                                             | في 20 يناير 2012، رفض وزير الخارجية كيفن رود علنا حكومة الرئيس الأسد في مؤتمر صحفي مشترك مع وزير الخارجية الفرنسي الآن جوبيه. "رأينا في أستراليا أن الأسد يجب أن يرحل". في 24 يناير، اجتمع رود مع وزير الخارجية البريطانية ويليام هيغ، وأعلن أنه التقى مع برهان غليون، رئيس المجلس الوطني السوري، في الأسبوع الماضي. |
| 20      | النمسا           | علاقات غير رسمية رفض حكومة الأسد                                             | اجتمع نائب المستشار ووزير الشؤون الخارجية ميشائيل شبينديليغر مع رئيس المجلس الوطني السوري برهان غليون في 9 ديسمبر 2011. في بيان بشأن الاجتماع، ذكر شبينديليغر، "النظام الذي يقمع شعبه باستخدام العنف اللاإنساني فقد كل شرعيته. مع تصريحاته الأخيرة، فقد أثبت الرئيس الأسد مرة أخرى أنه إما متهكم عديم الرحمة أو أنه يعيش في عالم بشع من الوهم. يجب أن يتنحى فوراً، والسماح أخيراً بانتقال سلمي إلى قيادة جديدة". |
| 21      | البرتغال         | علاقات غير رسمية                                                             | التقى وفداً من المجلس الوطني السوري برئاسة برهان غليون، في 3 يناير 2012 مع وزير الخارجية البرتغالي باولو بورتاس في لشبونة. بعد إحاطة عن الحالة الراهنة في سوريا، طلب الوفد من بورتاس رفض حكومة الأسد رسمياً، واستخدام نفوذ البرتغال على البرازيل لجعل هذه الدولة الأمريكية الجنوبية تفعل الشيء نفسه. |
| 22      | النرويج          | علاقات غير رسمية                                                             | زار أوسلو وفد من المجلس الوطني السوري واجتمع مع مسؤولين من وزارة الخارجية، بصحبة جماعات سياسية، وإنسانية لتعزيز قضيتها من 9–11 ديسمبر 2012. اجتمع وفد المجلس مع وزير الخارجية، الذي كان عنده رد على طلباتهم والتي أفاد الوفد بأنه "إيجابي عموماً". |
| 23      | روسيا            | علاقات غير رسمية                                                             | أرسل المجلس الوطني السوري وفداً إلى موسكو لمقابلة وزير الخارجية سيرغي لافروف في 15 نوفمبر 2011 استجابة لدعوة رسمية. أثناء وجوده في موسكو، اجتمع المجلس مع مسؤولين في الحكومة الروسية على مستوى عال، لا سيما نائب وزير خارجية روسيا، ميخائيل بوغدانوف؛ ونائب رئيس الاتحاد الروسي، إلياس أوماخانوف. |
| 24      | الصين            | علاقات غير رسمية                                                             | زار وفد رفيع المستوى من المجلس الوطني السوري بكين في 10 مايو 2012، واجتمع مع وزير الخارجية يانغ جيتشي، نائب وزير الخارجية، ومدير الاتصالات الخارجية في اللجنة المركزية للحزب الشيوعي الصيني. ووفقاً المجلس الوطني السوري، وعد يانغ البحث في إصدار تصريح للمجلس الوطني السوري لفتح مكتب رسمي في الصين. |
| 25      | اليابان          | علاقات غير رسمية                                                             | في 11 مايو 2012، زار وفد للمجلس الوطني السوري وزارة الشؤون الخارجية اليابانية وأجرى رئيس المجلس الوطني السوري برهان غليون مناقشات مع وزير الخارجية غيمبا كويتشيرو. في وقت لاحق، اجتمع غليون مع كبير البرلمانيين نائب وزير الشؤون الخارجية ريوجي ياماني والوكيل السابق للأمين العام للأمم المتحدة ياسوشي أكاشي. |
| 26      | السويد           | دعم لفظي علاقات غير رسمية                                                    | رداً على سؤال حول الاعتراف بالمجلس الوطني السوري، علق وزير الخارجية السويدي كارل بيلت: "إننا نتحدث إليهم، كما أننا نتحدث إلى كثير من الأشخاص الآخرين الذين لديهم القدرة على التأثير على الأحداث في سوريا. أننا سنناقش ذلك أكثر اليوم". |
| 27      | سلوفينيا         | اعتراف رسمي في يناير 2013                                                    | أعلن سفير الحكومة السورية كشخص غير مرغوب فيه، وأعلن المجلس الوطني السوري الممثل الوحيد للدولة السورية. |

### دول غير أعضاء في الأمم المتحدة
- كوسوفو: في 23 أغسطس 2011 قالت وزارة الشؤون الخارجية لجمهورية كوسوفو ببيان أن «الحكومة والشعب بجمهورية كوسوفو يدعمان جهود الشعب السوري وهو يسعى إلى تحقيق الحرية والديمقراطية».

### مناطق حكم ذاتي
- كردستان العراق: في 11 يناير 2012، اجتمع الرئيس مسعود البارزاني مع وفد المجلس الوطني السوري وتعهد بتقديم دعمه في الأسابيع المقبلة لتعزيز التعاون بين المجلس الوطني السوري وحكومة إقليم كردستان في تنفيذ إرادة الشعب السوري".

### منظمات دولية
| المنظمة الدولية                 | الموقف |
| ------------------------------- | --- |
| الاتحاد الأوروبي                | في 10 أكتوبر 2011، أيد الاتحاد الأوروبي رسمياً المجلس الوطني السوري و"رحب بمبادراته"، ولكن دون الاعتراف. في وقت لاحق في اجتماع وزراء خارجية الاتحاد الأوروبي في 27 فبراير 2012 في بروكسل، اعترف الاتحاد الأوروبي رسمياً بالمجلس الوطني السوري "كممثل شرعي للسوريين الساعين إلى التغيير الديمقراطي السلمي" بالإضافة إلى الإعلان عن عقوبات جديدة ضد حكومة الأسد. ورحب المجلس الوطني السوري بالخطوة في بيان صحفي في 28 فبراير 2012. في 2 مارس 2012، اعترف الاتحاد الأوروبي رسمياً بالمجلس الوطني السوري كممثل شرعي للشعب السوري. الدول الأعضاء (5 / 28) المرشحين (1 / 5) النمسا • بلجيكا • بلغاريا † • كرواتيا • قبرص • جمهورية التشيك • الدنمارك † • إستونيا • فنلندا • فرنسا † • ألمانيا • اليونان • المجر • أيرلندا • إيطاليا • لاتفيا • ليتوانيا • لوكسمبورغ • مالطا • هولندا • بولندا • البرتغال • رومانيا • سلوفاكيا • سلوفينيا • إسبانيا † • السويد • المملكة المتحدة † المشرحين: آيسلندا • مقدونيا • الجبل الأسود • صربيا • تركيا † – اعترفت رسمياً بالمجلس الوطني السوري بقدر من الصفة. |
| الاتحاد العالمي لعلماء المسلمين | في 15 أكتوبر 2011، اعترف يوسف القرضاوي، رئيس الاتحاد العالمي لعلماء المسلمين بالمجلس الوطني السوري كممثل وحيد لسوريا. |
| جامعة الدول العربية             | في 6 مارس 2013، منح الائتلاف الوطني السوري مقعد سوريا في جامعة الدول العربية. الا انه اعيد المقعد للنظام السوري في عام 2023 |

#### الأحزاب السياسية والهيئات التشريعية
- الجزائر: في 14 نوفمبر 2011، اعترف عباسي مدني، رئيس الجبهة الإسلامية للإنقاذ في الجزائر المجلس الوطني السوري بصفته الممثل الوحيد لسوريا.[32]
- البحرين: في 7 مارس 2012، صوت مجلس النواب البحريني بأن يطلب أن تعترف الحكومة بالمجلس الوطني السوري كممثل للشعب السوري.[33]
- مصر: في 11 أكتوبر 2011، أعلن التحالف الديمقراطي من أجل مصر تأييده للمجلس باعتباره الممثل الشرعي للشعب السوري.[34]
- الأردن: في 15 نوفمبر 2011، اعترفت جبهة العمل الإسلامي، الجناح السياسي لجماعة الإخوان المسلمين في الأردن، بالمجلس الوطني السوري.[35]
- الكويت: في 28 أكتوبر 2011، طلب مجلس الأمة الكويتي أن تعترف الحكومة الكويتية بالمجلس الوطني السوري كالممثل الشرعي الوحيد للشعب السوري. في 6 ديسمبر، حل أمير الكويت صباح الأحمد الجابر الصباح المجلس. ومع ذلك، صوت البرلمان القادم في 29 فبراير، 44–5 (بما في ذلك تصويت جميع أعضاء مجلس الوزراء لصالح مشروع القرار) بالموافقة على قرار غير ملزم جديد طلب أن تعترف الحكومة بالمجلس الوطني السوري.
- لبنان: تحالف 14 آذار المعارض قد أشاد «برسالة» المجلس الوطني السوري «المفتوحة إلى الشعب اللبناني» في 26 يناير 2012. تعتبر الأمانة العامة بيان المجلس الوطني السوري «كبادرة أمل وخطوة شجاعة تفتح صفحة جديدة في العلاقات السورية اللبنانية على أساس السيادة والاستقلال لكلا البلدين... يتطلع 14 آذار إلى مزيد من الاتصالات مع المجلس الوطني السوري». وبالإضافة إلى ذلك، عبر أكبر الحزبان المنظمان الذين يشكلان التحالف عن ردود فعل إيجابية على بيان المجلس الوطني السوري:
  - تيار المستقبل: استجاب أكبر حزب معارض في لبنان لمقترحات المجلس الوطني السوري لاستعراض جميع الاتفاقات اللبنانية السورية الحالية وترسيم الحدود بين البلدين بمجرد الوصول للسلطة. "الخطوة الشجاعة للمجلس ستمهد الطريق لفصل جديد من العلاقات بين لبنان وسوريا"... وسوف تعكس هذه العلاقات بشكل صحيح العلاقة الأخوية بين البلدين... التيار يعرب عن دعمه الكامل لاختيارات الشعب السوري في سعيه للحرية والديمقراطية".
  - القوات اللبنانية: أشار رئيس الحزب سمير جعجع إلى أن ""بيان المجلس الوطني السوري مدخل جديد لتصويب العلاقة بين لبنان وسوريا... ما هو أكثر أهمية أن يتم تنفيذ بنود البيان." ومضى جعجع إلى انتقاد تعامل الحكومة اللبنانية مع الانتفاضة السورية، مشيراً على وجه التحديد إلى أن وزير الخارجية عدنان منصور "لم يطبق سياسة نأي لبنان عن الأزمة السورية... كيف يمكن للحكومة أن توفق بين سياسة النأي بالنفس ودعوات منصور المدافعة عن النظام السوري خلال اجتماع الجامعة العربية حول الأزمة السورية؟" ودعا الحكومة إلى "اتخاذ جميع التدابير اللازمة لحماية المدنيين" من انتهاكات حقوقية تقوم بها سلطات الأمن السورية، وطلب من مجلس الوزراء أن "يطلب من الحكومة السورية الاعتذار ووضع حد لهذه الانتهاكات على طول الحدود، خلاف ذلك، فإنه يجب اللجوء إلى مجلس الأمن الدولي".
- باكستان: في 19 أكتوبر 2011، اعترفت الجماعة الإسلامية في باكستان بالمجلس الوطني السوري وطلبت من الحكومة الباكستانية والبلدان الإسلامية القيام بنفس الشيء.